# Dobrivoje Trivić
Dobrivoje Trivić (Ševarice, 26 de outubro de 1943 - 26 de fevereiro de 2013) foi um futebolista profissional sérvio, que atuava como defensor.

## Carreira
Dobrivoje Trivić fez parte do elenco da Seleção Iugoslava de Futebol da Eurocopa de 1968. [carece de fontes?]

## Títulos
- Eurocopa de 1968 - 2º Lugar